# Кокшетау
Кокшета́у (на казахски: Көкшетау; също Кокчетав) е град в Северен Казахстан, административен център на Акмолинска област.

## История
Селището е основано от казаци през 1824 г. като военно укрепление под името Кокчетав. През 1860-те години става уезден център.
След Октомврийската революция от 1917 г. градът започва да се развива бурно. През март 1944 г. е образувана Кокчетавска област с областен център град Кокчетав.
През 1993 г. градът е преименуван на етимологически правилното на казахски Кокшетау, което ще рече „Синегорие“. През 1997 г. започва административно преустройство, което прави Кокшетау областен център на Акмолинска област.

## География
Разположен е на брега на езеро Копа, северно от Кокшетауското възвишение, чиито склонове ограждат града от юг и запад.
Население
Към 2016 г. има население от 145 846 души.
| 1897    | 1959    | 1970    | 1979    | 1989    | 1991    | 1999    |
| ------- | ------- | ------- | ------- | ------- | ------- | ------- |
| 4962    | 52 909  | 80 564  | 103 162 | 136 757 | 143 300 | 123 389 |
| 2005    | 2007    | 2009    | 2011    | 2013    | 2015    | 2016    |
| 125 455 | 129 244 | 135 106 | 137 217 | 139 063 | 142 411 | 145 846 |

Етническият състав на града към 2014 г. е, както следва:
| казахи (55.38%) руснаци (31.65%) украинци (3.24%) татари (2.42%) немци (1.91%) поляци (1.45%) ингуши (1.06%) беларуси (0.91%) други (1.98%) |

Климат
Климатът в града е полупустинен. Средната годишна температура е 2 °C, а средното количество годишни валежи е 315 mm.
| Климатични данни за Кокшетау       | Климатични данни за Кокшетау | Климатични данни за Кокшетау | Климатични данни за Кокшетау | Климатични данни за Кокшетау | Климатични данни за Кокшетау | Климатични данни за Кокшетау | Климатични данни за Кокшетау | Климатични данни за Кокшетау | Климатични данни за Кокшетау | Климатични данни за Кокшетау | Климатични данни за Кокшетау | Климатични данни за Кокшетау | Климатични данни за Кокшетау |
| Месеци                             | яну.                         | фев.                         | март                         | апр.                         | май                          | юни                          | юли                          | авг.                         | сеп.                         | окт.                         | ное.                         | дек.                         | Годишно                      |
| Средни максимални температури (°C) | −11,6                        | −11                          | −3,9                         | 8,4                          | 18,6                         | 24,5                         | 25,9                         | 22,9                         | 17,5                         | 6,8                          | −3                           | −8,1                         |                              |
| Средни температури (°C)            | −16,1                        | −15,7                        | −8,7                         | 3,4                          | 12,0                         | 17,9                         | 19,7                         | 16,7                         | 11,3                         | 2,3                          | −7                           | −12,3                        |                              |
| Средни минимални температури (°C)  | −20,5                        | −20,4                        | −13,4                        | −1,5                         | 5,5                          | 11,4                         | 13,6                         | 10,5                         | 5,1                          | −2,2                         | −11                          | −16,5                        |                              |
| Средни месечни валежи (mm)         | 13                           | 11                           | 9                            | 19                           | 31                           | 41                           | 69                           | 45                           | 25                           | 24                           | 15                           | 13                           |                              |
| ---------------------------------- | ---------------------------- | ---------------------------- | ---------------------------- | ---------------------------- | ---------------------------- | ---------------------------- | ---------------------------- | ---------------------------- | ---------------------------- | ---------------------------- | ---------------------------- | ---------------------------- | ---------------------------- |
| Източник: Climate-Data             |                              |                              |                              |                              |                              |                              |                              |                              |                              |                              |                              |                              |                              |

## Икономика
След разпадането на СССР промишлеността на града пострадва тежко. Затваря най-голямото предприятие на града – Кокшетауският завод за измервателни уреди.
Днес в града работят над 2000 предприятия. Развити са машиностроенето и хранително-вкусовата промишленост.
Градът разполага с железопътна гара, а в покрайнините му е разположено международно летище Кокшетау.

## Инфраструктура

### Транспорт
- Международно летище Кокшетау

## Побратимени градове
- Уокешо, Уисконсин, САЩ